# Renegade (álbum de HammerFall)
Renegade é o terceiro álbum de estúdio da banda sueca HammerFall, lançado em 2000.

## Faixas
| N.º | Título                            | Música                     | Duração |  |
| 1.  | "Templars of Steel"               | Dronjak / Cans             | 5:24    |  |
| 2.  | "Keep the Flame Burning"          | Dronjak / Cans / Strömblad | 4:40    |  |
| 3.  | "Renegade"                        | Dronjak / Cans / Strömblad | 4:21    |  |
| 4.  | "Living in Victory"               | Dronjak / Cans / Strömblad | 4:43    |  |
| 5.  | "Always Will Be"                  | Dronjak                    | 4:49    |  |
| 6.  | "The Way of the Warrior"          | Dronjak / Cans / Strömblad | 4:07    |  |
| 7.  | "Destined For Glory"              | Dronjak / Cans             | 5:10    |  |
| 8.  | "The Champion"                    | Dronjak / Cans / Strömblad | 4:57    |  |
| 9.  | "Raise the Hammer" (instrumental) | Dronjak / Elmgren          | 3:22    |  |
| 10. | "A Legend Reborn"                 | Dronjak / Cans             | 5:11    |  |

| Versão russa |                                            |                |         |  |
| N.º          | Título                                     | Música         | Duração |  |
| 11.          | "Run With the Devil" (cover de Heavy Load) | S. Wlashquist  | 4:47    |  |
| 12.          | "Head Over Heels" (cover de Accept)        | Accept, Deaffy | 4:30    |  |

## Formação
- Joacim Cans – vocal
- Stefan Elmgren – guitarra
- Oscar Dronjak – guitarra e vocais
- Magnus Rosén – baixo e vocais
- Anders Johansson - bateria

## Desempenho nas paradas
| Parada musical (2000)                 | Melhor posição |
| ------------------------------------- | -------------- |
| Áustria (Ö3 Austria Top 40)           | 43             |
| Finlândia (Suomen virallinen lista)   | 34             |
| Alemanha (Offizielle Deutsche Charts) | 17             |
| Suécia (Sverigetopplistan)            | 1              |
| Suíça (Schweizer Hitparade)           | 72             |